# Gauthier Mvumbi
Gauthier Mvumbi Thierry, más conocido como Gauthier Mvumbi, (15 de mayo de 1994) es un jugador franco-congoleño que juega de pívot en el Pouzauges Vendée Handball francés. Es internacional con la selección de balonmano de la República Democrática del Congo.
Fue un componente de la selección congoleña en el Campeonato Mundial de Balonmano Masculino de 2021, el primero de su selección, donde fue una de las grandes estrellas de su equipo, llamando la atención por su físico, y recibiendo apoyos incluso de Shaquille O'Neal.

## Palmarés internacional
| Juegos Panafricanos | Juegos Panafricanos | Juegos Panafricanos | Juegos Panafricanos |
| Año                 | Lugar               | Medalla             |                     |
| ------------------- | ------------------- | ------------------- | ------------------- |
| 2023                | Acra                | Medalla de plata    |                     |

## Clubes
| Club                      | País    | Año         |
| ------------------------- | ------- | ----------- |
| Vernouillet Handball      | Francia | 2013 - 2020 |
| Dreux AC                  | Francia | 2020 - 2021 |
| Pouzauges Vendée Handball | Francia | 2021 - Act. |

## Estadísticas

### Campeonato Mundial
|  | Líder del Torneo            |
|  | Incluido en el Equipo Ideal |

| Torneo              | Partidos | Ataque | Ataque | Ataque      | Ataque | Posición |
| Torneo              | Partidos | Goles  | Tiros  | Efectividad | Media  | Posición |
| ------------------- | -------- | ------ | ------ | ----------- | ------ | -------- |
| Mundial 2021        | 5        | 20     | 23     | 86,96%      | 4      | 28ª      |
| Total en su carrera | 5        | 20     | 23     | 86,96%      | 4      | -        |

Actualizado a 5 de febrero de 2021.